# 鵝嘜站
鹅唛站（原先称为布特拉轻快铁终站）位於雪兰莪州鹅唛镇，十分靠近吉隆坡，是巴生谷格拉那再也线的其中一个高架轻快铁车站，也是该线的北端终点站。本站属于格拉那再也（旧称布特拉轻快铁）第二阶段线路，于1999年6月1日开始运营。规划中的东海岸衔接铁道（ECRL）和鹅嘜交通综合车站（ITT Gombak）也将在未来于启用。本站附近一公里为东海岸大道（LPT）鹅唛收费站。

## 车站概要

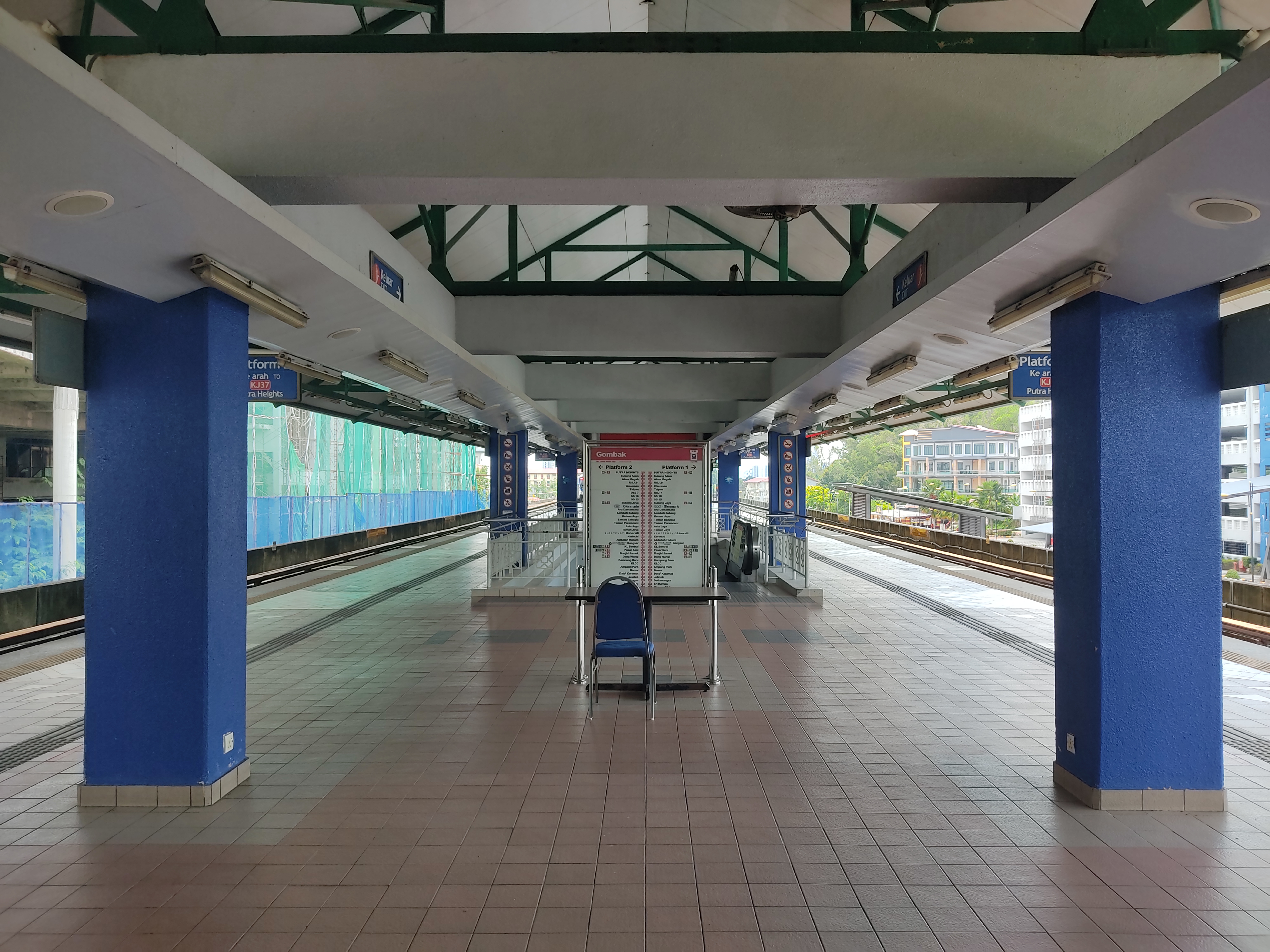
鹅唛站站台

本站属于5 格拉那再也线第二阶段线路，于1999年6月1日开始运营，以布特拉轻快铁（PUTRA）的第二阶段线路和从布特拉终站至占美清真寺站的12个车站同时开放（不包括南北花园站）。车站主入口位于布特拉轻快铁终站路旁，对面备有提供停车换乘服务的停车场。

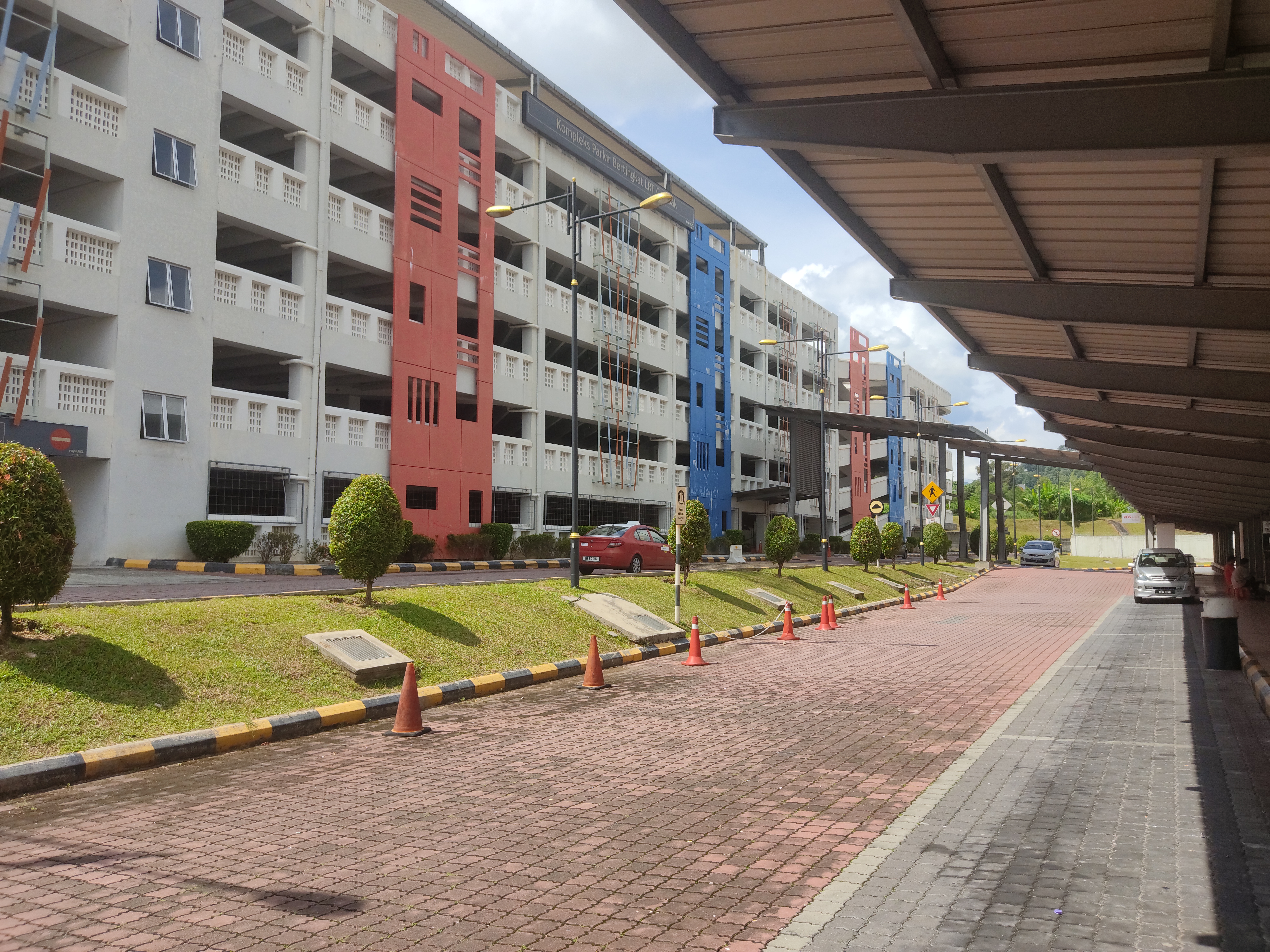
鹅唛站停车换乘建筑

车站大厅位于一楼，并设有连接设施。验票闸门、自动售票机、服务柜台和商店皆位于此楼。

### 发展计划
在第九大马计划中，本站将被升格为设有东海岸区域长途巴士的交通总站，以取代拥挤的布特拉巴士总站。
而目前东海岸衔接铁道第一阶段将会从本站开始延伸至彭亨、登嘉楼和吉兰丹，并将会设立鹅嘜交通综合车站（ITT Gombak）。

### 停車場擴建
為解決鵝嘜站停車位不足的問題並鼓勵更多人搭乘公交通勤，該站附近的停車場從2010年6月3日開始關閉以進行多層停車場的擴建工程。官方報導稱，該工程將把現有的351個停車位提升至約1260個。

## 车站结构
本站一共有两个楼层和地面层。其站台的顶棚以马来甘榜高脚屋和山墙作为其建筑设计。

## 巴士服务
本站也是吉隆坡快捷通巴士在吉隆坡的巴士停靠处之一。本站也设有巴士站，以下为停靠于此站的巴士服务。
| 路线编号 | 起点       | 终点                                                | 经过 |
| -------- | ---------- | --------------------------------------------------- | --- |
| T200     | KJ1 鹅唛站 | 马来西亚国际伊斯兰大学                              | 美拉蒂花园1/5路 吉隆坡第二中环公路（MRR2） Lingkaran UIA                                                                |
| T201     | KJ1 鹅唛站 | 兵基兰峇都喼（Pinggiran Batu Caves） 威拉达迈巴士站 | 美拉蒂花园1/5路 吉隆坡第二中环公路（MRR2） 斯里鹅唛大街（Lebuh Utama Sri Gombak） Makmur路 Lintang路 柏迈路 鹅唛柏迈2路 |

此外，鹅唛站外设有一个到云顶高原的巴士服务，每半小时就有一班巴士往云顶缆车站出发。此服务隶属并由名胜世界经营，巴士外也有标示其标志以和快捷通巴士（RapidKL Bus）区别。本站主要是由居住在吉隆坡文良港一带的居民使用以前往云顶高原。

## 服务时间
以下营运时间以官方网站为准。
| 星期一至六            | 星期日及公假 | 星期一至六 | 星期日及公假 | 星期一至六 | 星期日及公假 |        |
| 格拉那再也线          |              |            |              |            |              |        |
| 从布特拉高原 往鹅唛站 | 06:00        | 06:00      | 23:30        | 23:15      | 终点站       | 终点站 |
| 从鹅唛 往布特拉高原站 | 06:00        | 06:00      | 23:30        | 23:15      | 23:30        | 23:17  |